# Pieter Boelens
Pieter Boelens of Petrus Boelens (1609 - Buitenpost, 17 juni 1639) was een Nederlands bestuurder.

## Biografie
Boelens was een zoon van Tjerk Boelens (1582-1651), grietman van Achtkarspelen, en Maaike Pieters (ca.1587/88-1655). Pieter was een telg uit de familie Van Boelens. Dit geslacht uit Olterterp had een tak in Achtkarspelen die grote belangen had in de vervening. Reeds in de periode 1526-1549 komt ene Sythie Boelis voor als grietman van deze grietenij. Pieter was vrij zeker een nakomeling van deze Sythie. In Buitenpost stichtte de familie Boelens de Boelensstate welke later ook bekend stond als de Haersmastate. Ook de plaats Boelenslaan dank zijn naam aan deze familie.
Pieters naam komt onder meer voor op de kerkklok van Drogeham en op de kerkklok van Surhuizum. In 1630 wordt Boelens vermeld als ontvanger van Achtkarspelen. In 1637 werd hij benoemd tot grietman van Achtkarspelen nadat zijn vader afstand deed van de grietenij. Na het overlijden van Pieter in 1639 werd Tjerk opnieuw grietman tot hij in 1648 opnieuw afstand deed ten gunste van Pieters zoon, Livius Boelens. Het rouwbord voor Pieter van Boelens bevindt zich in de collectie van het Fries Museum. Hij werd begraven in de Mariakerk te Buitenpost. Hier werden ook Pieters vrouw en kinderen begraven.

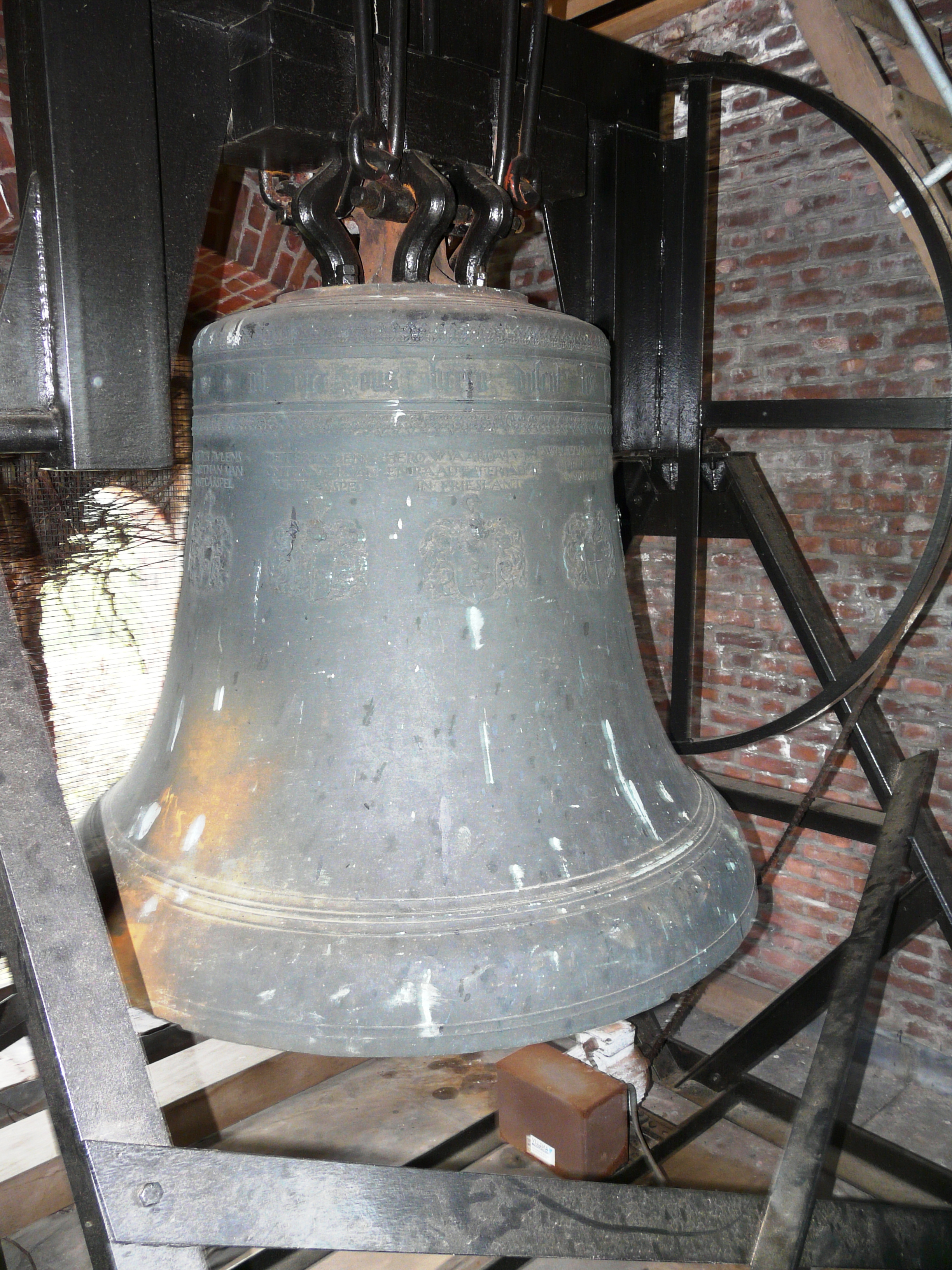
Kerkklok van Surhuizum uit 1630 met de namen en wapens van Pieter Boelens en zijn vader Tjerk.
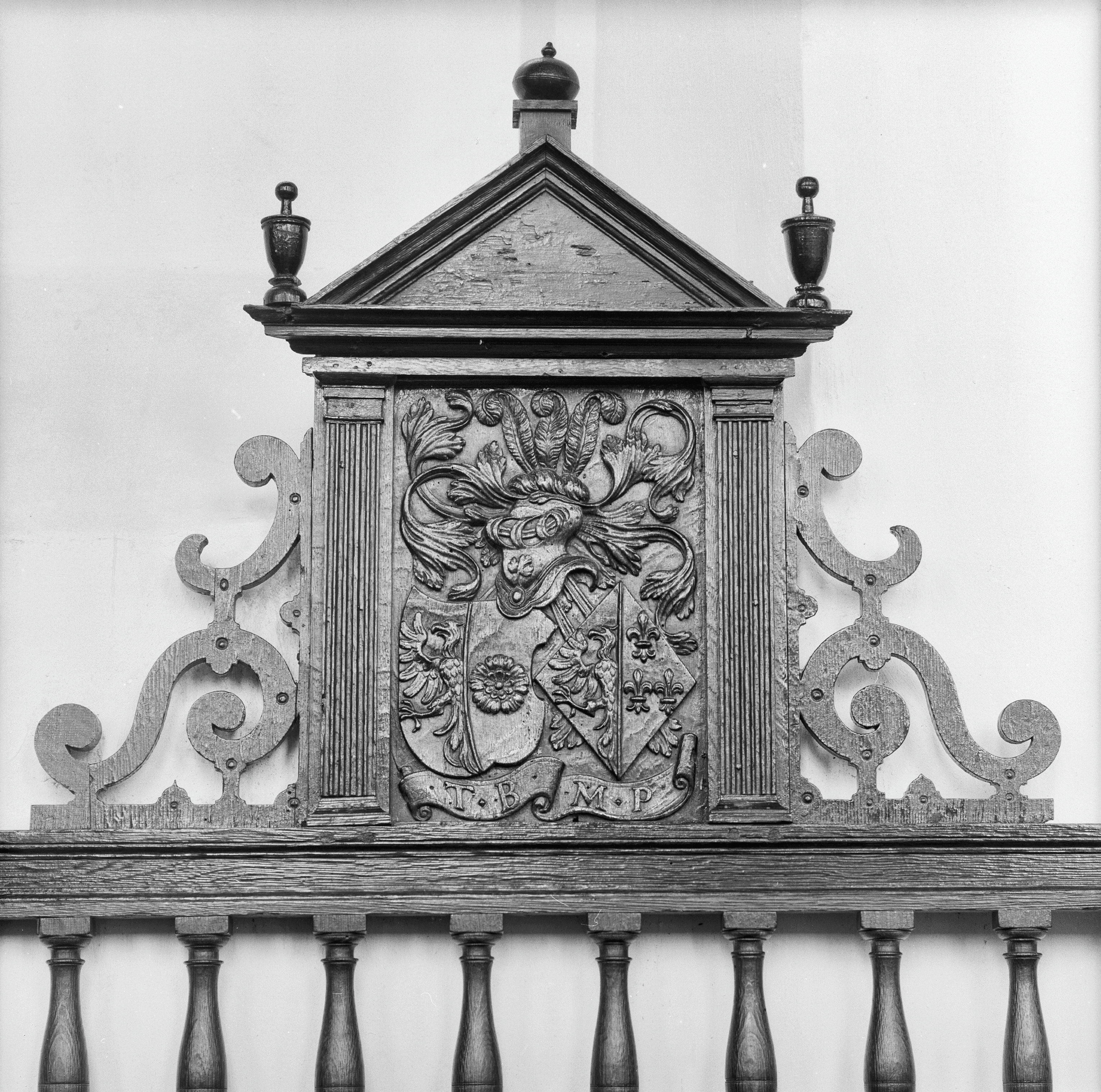
Herenbank in de Mariakerk van Buitenpost met het alliantiewapen Boelens-Pieters

## Huwelijk en kinderen
Boelens trouwde met Eelckien van Haersma (1610-1643), dochter van Arent van Haersma, grietman van Smallingerland en Hylck van Harckema. Deze Hylck was een zuster van Aulus van Harckema, grietman van Visvliet. Van de kinderen van Pieter en Eelckien zou een zoon de volwassen leeftijd bereiken:
- Livius Boelens (1630-1653), trouwde met Aaltje van Douma, dochter van Epe van Douma, grietman van Ferwerderadeel. Livius trad tussen 1648 en 1653 op als grietman van Achtkarspelen.

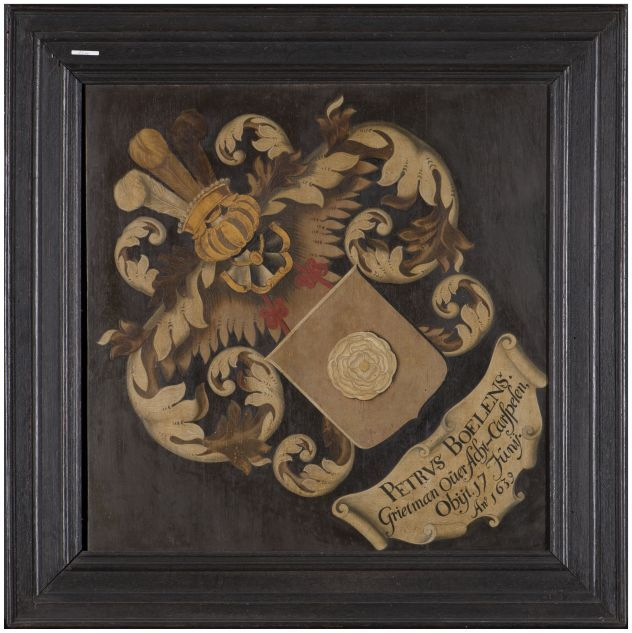
Rouwbord voor Pieter Boelens, tegenwoordig in de collectie van het Fries Museum.
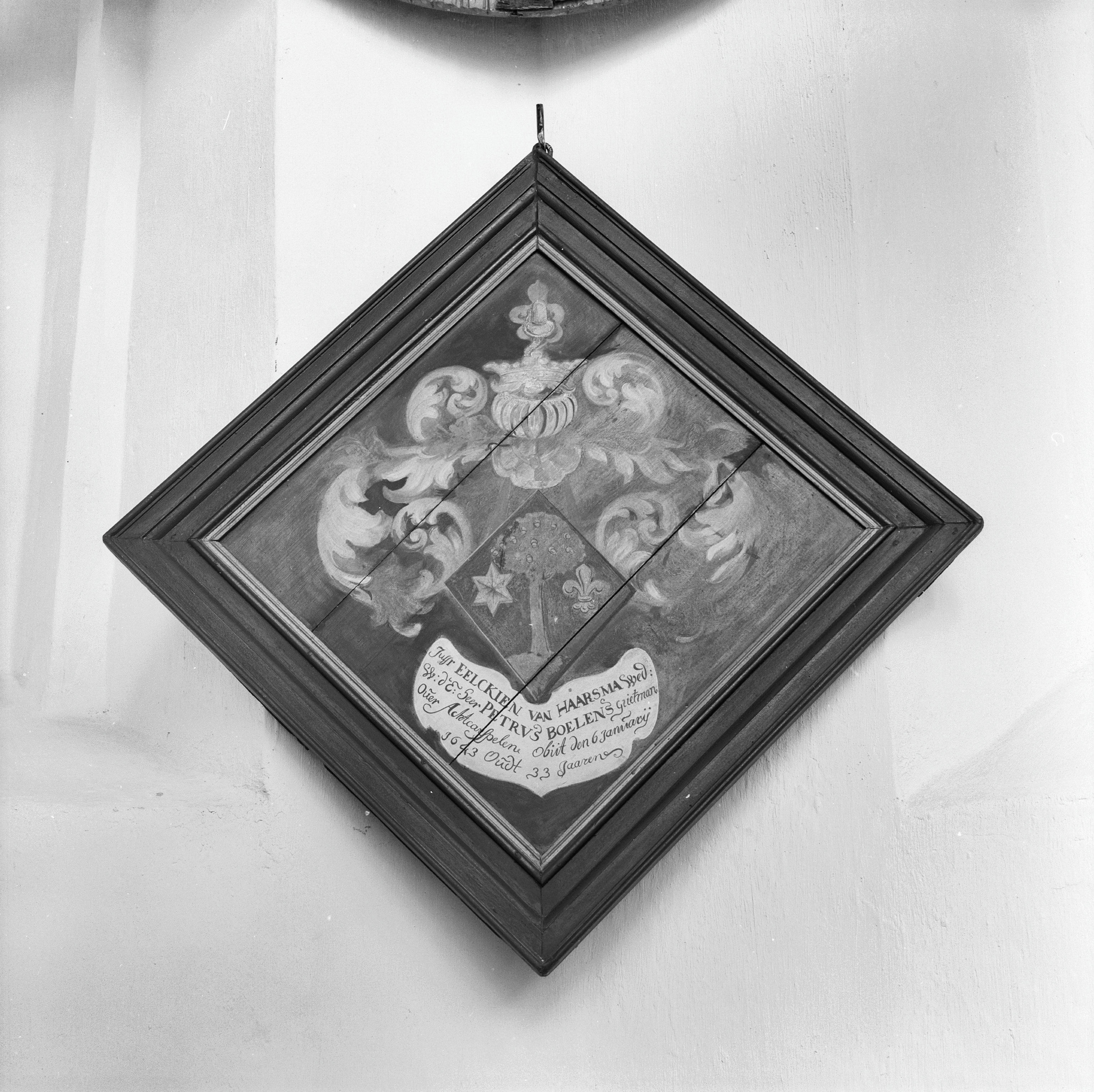
Rouwbord voor Eelckien van Haersma in de Mariakerk te Buitenpost.